# Škoda Enyaq
Der Škoda Enyaq (ursprünglich eingeführt als Škoda Enyaq iV) ist ein batterieelektrisch angetriebenes SUV des tschechischen Autoherstellers Škoda Auto. Er ist seit 2020 das erste Serienfahrzeug von Škoda, das auf dem Modularen E-Antriebs-Baukasten (MEB) der Volkswagen AG basiert. Technisch ist der Enyaq eng mit dem VW ID.4 bzw. als Coupé mit dem VW ID.5 verwandt, und in seinen Ausmaßen entspricht er bis auf wenige Zentimeter in Länge und Höhe dem Verbrennermodell Škoda Kodiaq von 2017.

## Allgemeines
Die Entwicklung eines batterieelektrischen SUVs von Škoda wurde durch die beiden Škoda Vision E Konzeptfahrzeuge in den Jahren 2017 und 2019 angedeutet. Das Serienfahrzeug nimmt viele Merkmale des von Jozef Kabaň entwickelten Designs dieser Konzeptfahrzeuge mit flach auslaufendem Dach auf, insbesondere die am 31. Januar 2022 vorgestellte Coupé-Variante. Die Karosserieform der bereits 2020 vorgestellten Kombilimousine zeigt im Heckbereich Unterschiede zu den Konzepten.
Der Enyaq ist technisch eng mit dem VW ID.4 verwandt, wird aber nicht im Volkswagenwerk Zwickau, sondern im Škoda-Werk Mladá Boleslav gebaut; ab Mai 2022 komplett mit eigener Produktion der Antriebsbatterie (Batteriegehäuse u. Einbau der von LG Chem und CATL zugelieferten Batteriezellen). Laut Škoda ermöglichen die dortigen Lohnkosten gegenüber dem VW-Modell einen günstigeren Preis. Škoda präsentierte das Serienmodell der Kombilimousine am 1. September 2020 in Prag erstmals der Öffentlichkeit. Die Produktion lief im November 2020 an. Die ersten Auslieferungen erfolgten im April 2021. Im Januar 2025 wurde eine überarbeitete Version vorgestellt, wobei die Front fortan an den kleineren Škoda Elroq angelehnt ist. An der Technik ändert sich nichts.

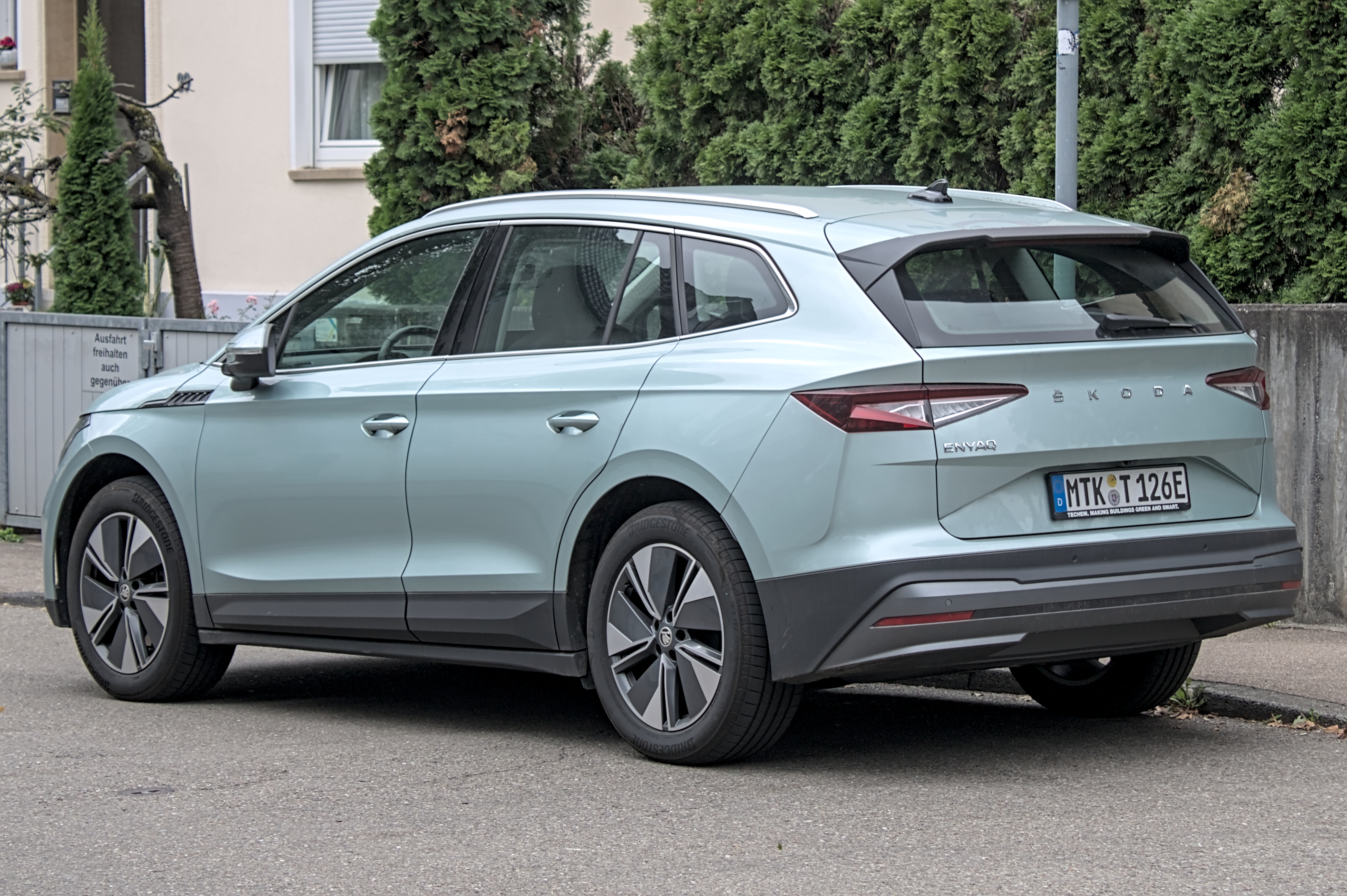
Heckansicht
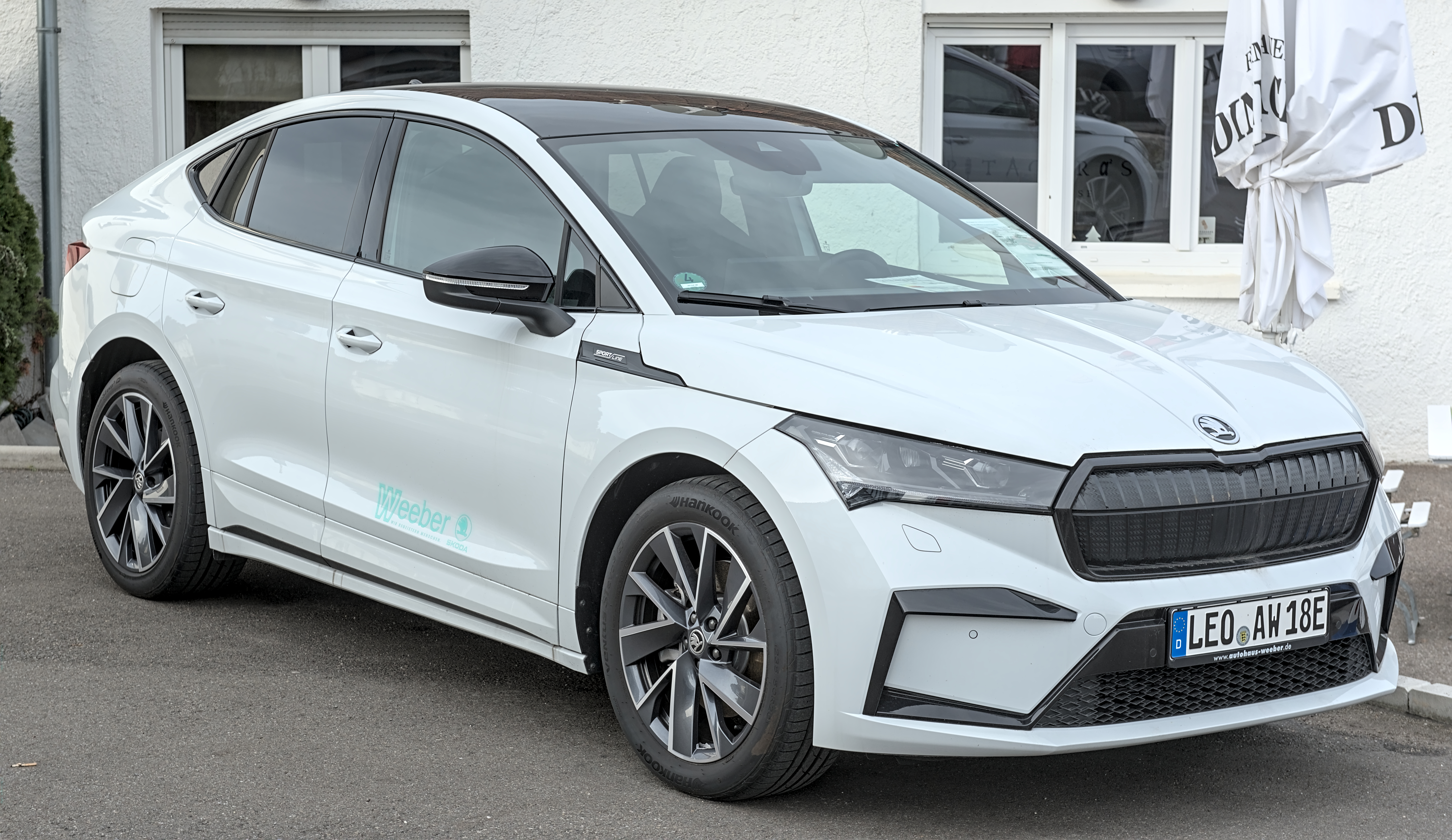
Škoda Enyaq Coupé (2022–2025)
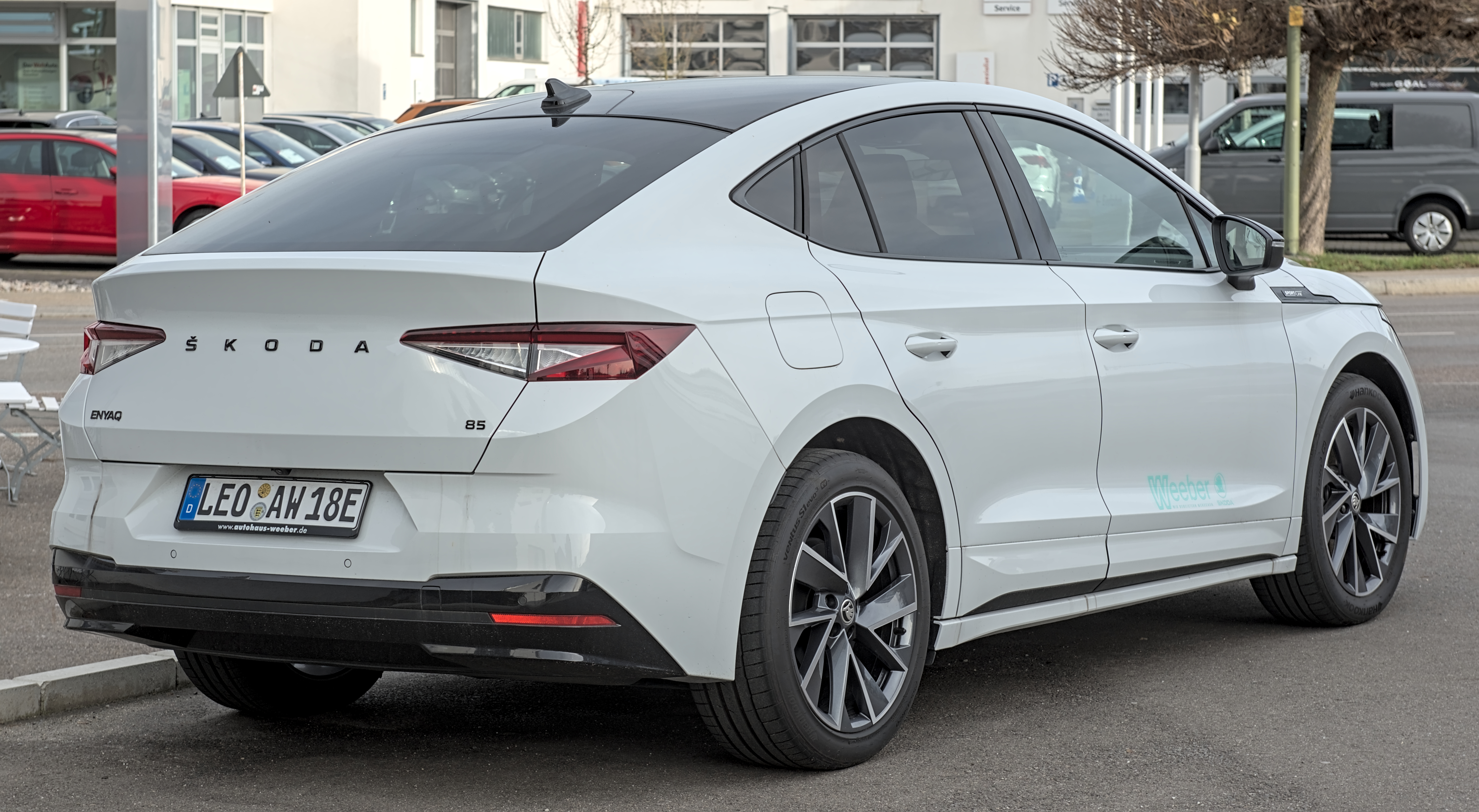
Heckansicht
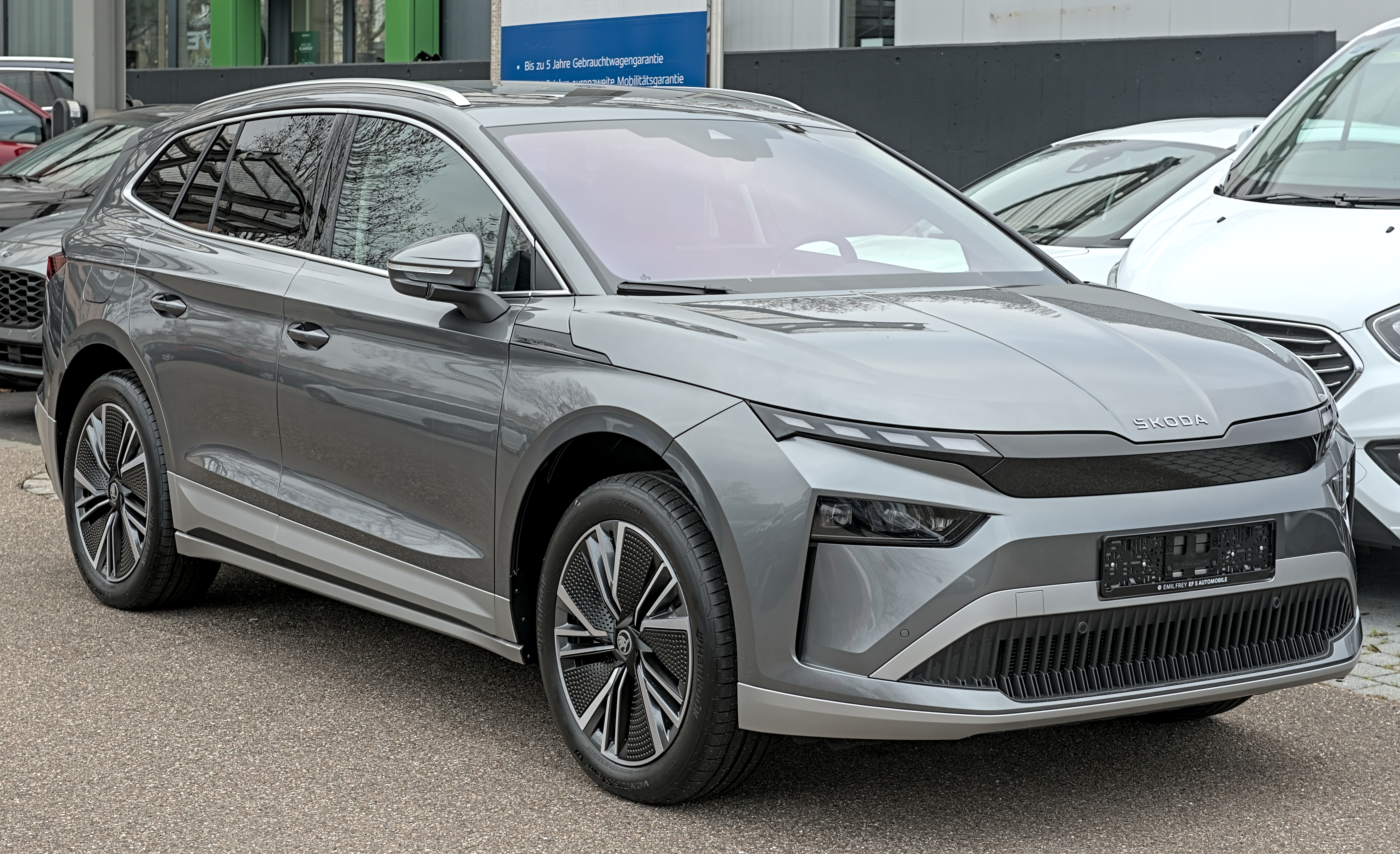
Škoda Enyaq (seit 2025)
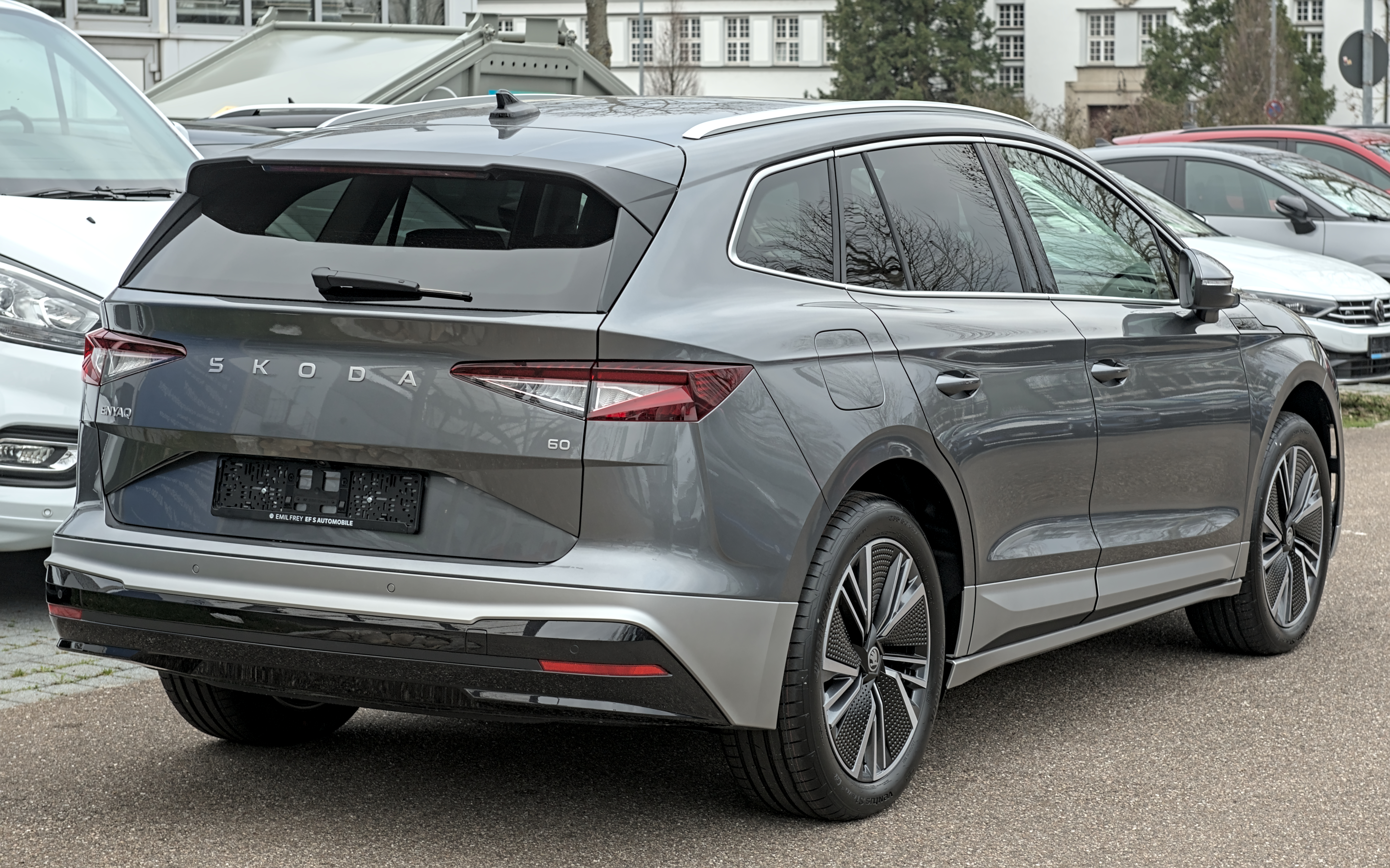
Heckansicht
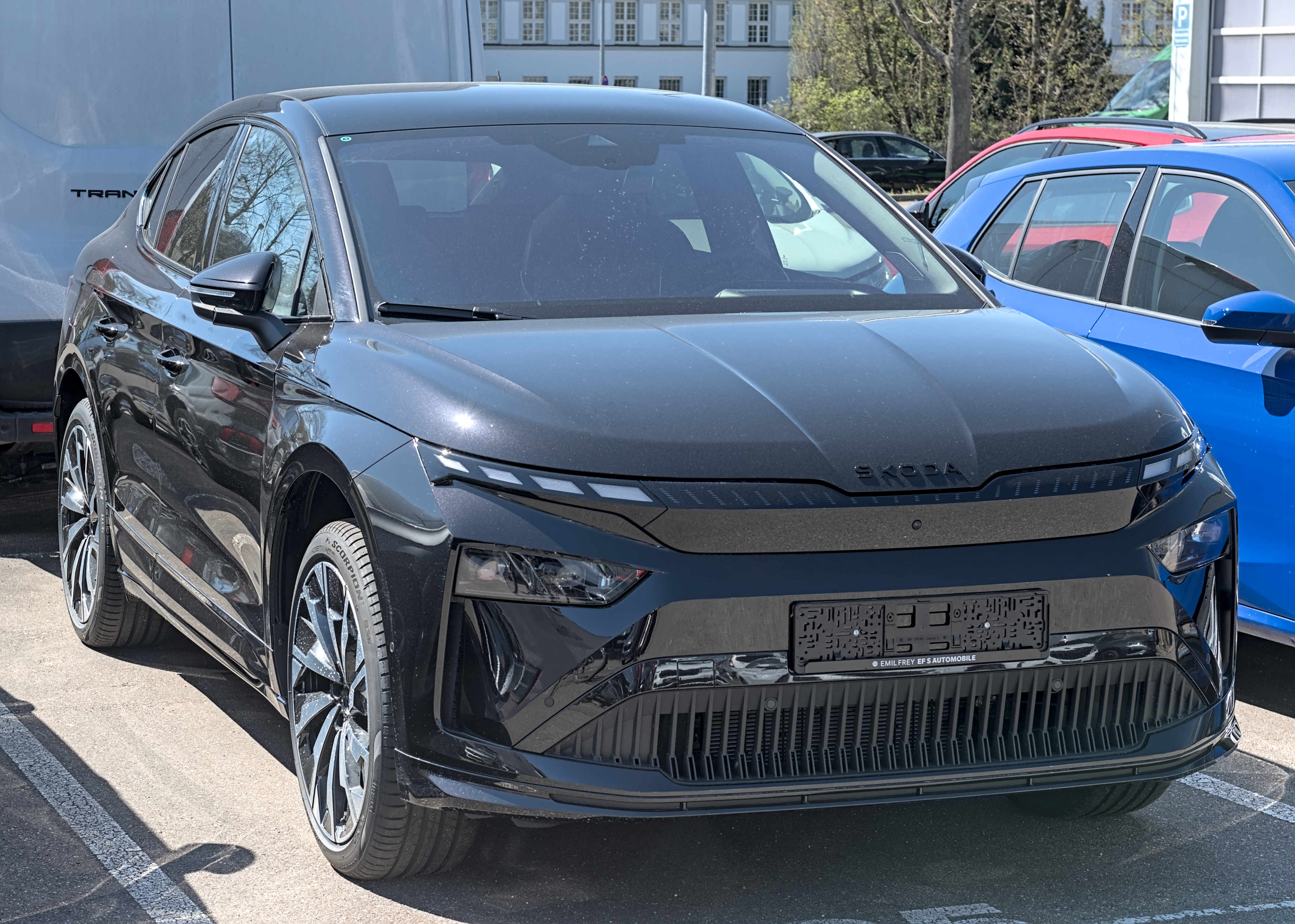
Škoda Enyaq Coupé (seit 2025)

### Name
Der Name „Enyaq“ wurde im Februar 2020 veröffentlicht; „Enya“ ist ein irischer Mädchenname und bedeutet gälisch „Quelle des Lebens“. Das Q am Schluss ist Bestandteil des Namens aller SUVs der Marke. Das „i“ des Zusatzes „iV“, der bis 2023 Namensbestandteil war, steht für die drei Eigenschaften „innovativ, intelligent, inspirierend“ der Buchstabe „V“ steht bei Škoda immer für Vehicle (dt. Fahrzeug).

## Technik

### Karosserie

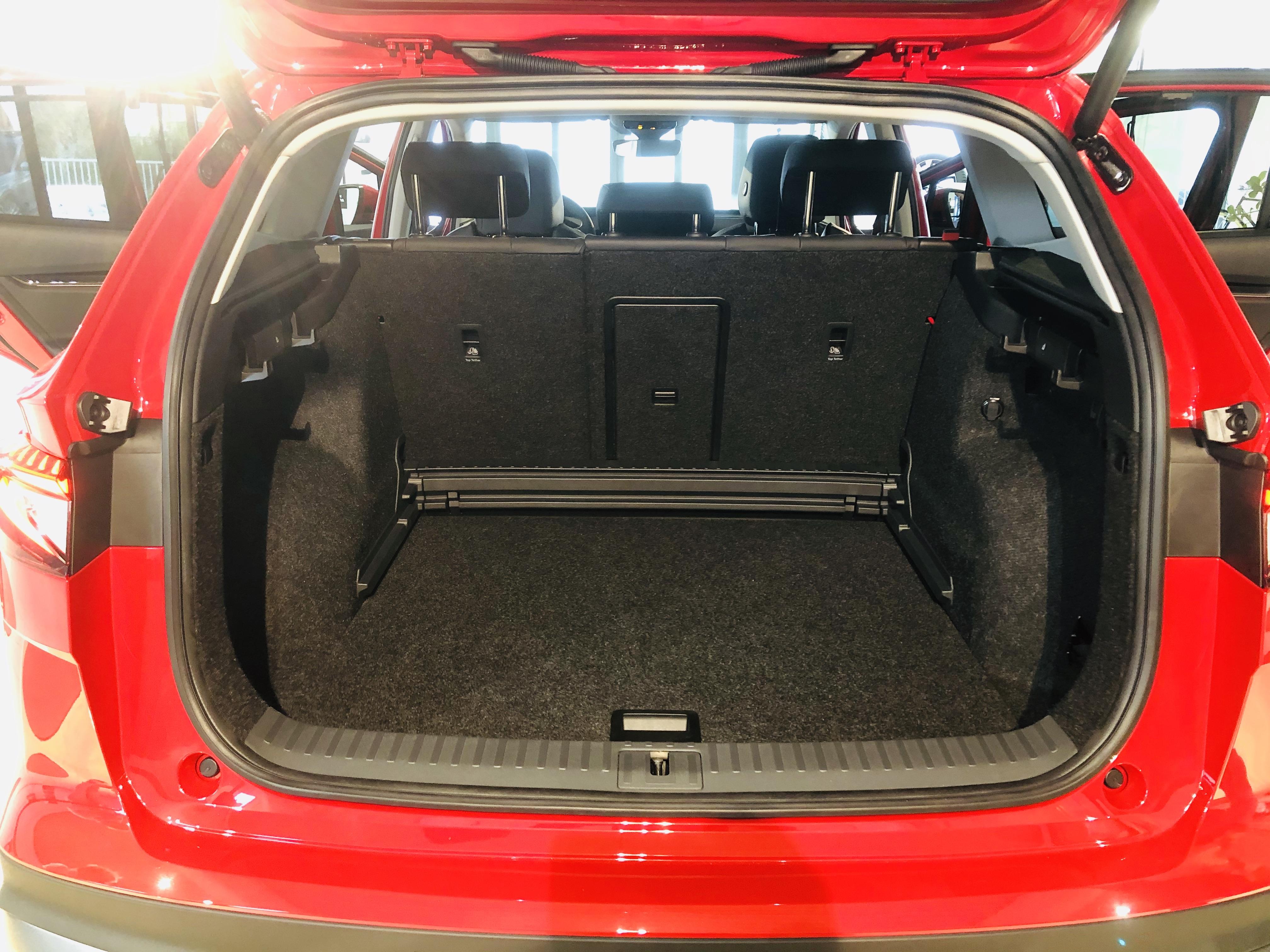
Kofferraum Enyaq

13-Zoll-Touch-Display in der Mitte des Cockpits mit dem Infotainment-Hauptmenü im Škoda Enyaq iV, VW-Konzern MEB Software E^{3} 1.1 Vers. 3.1 (2023)

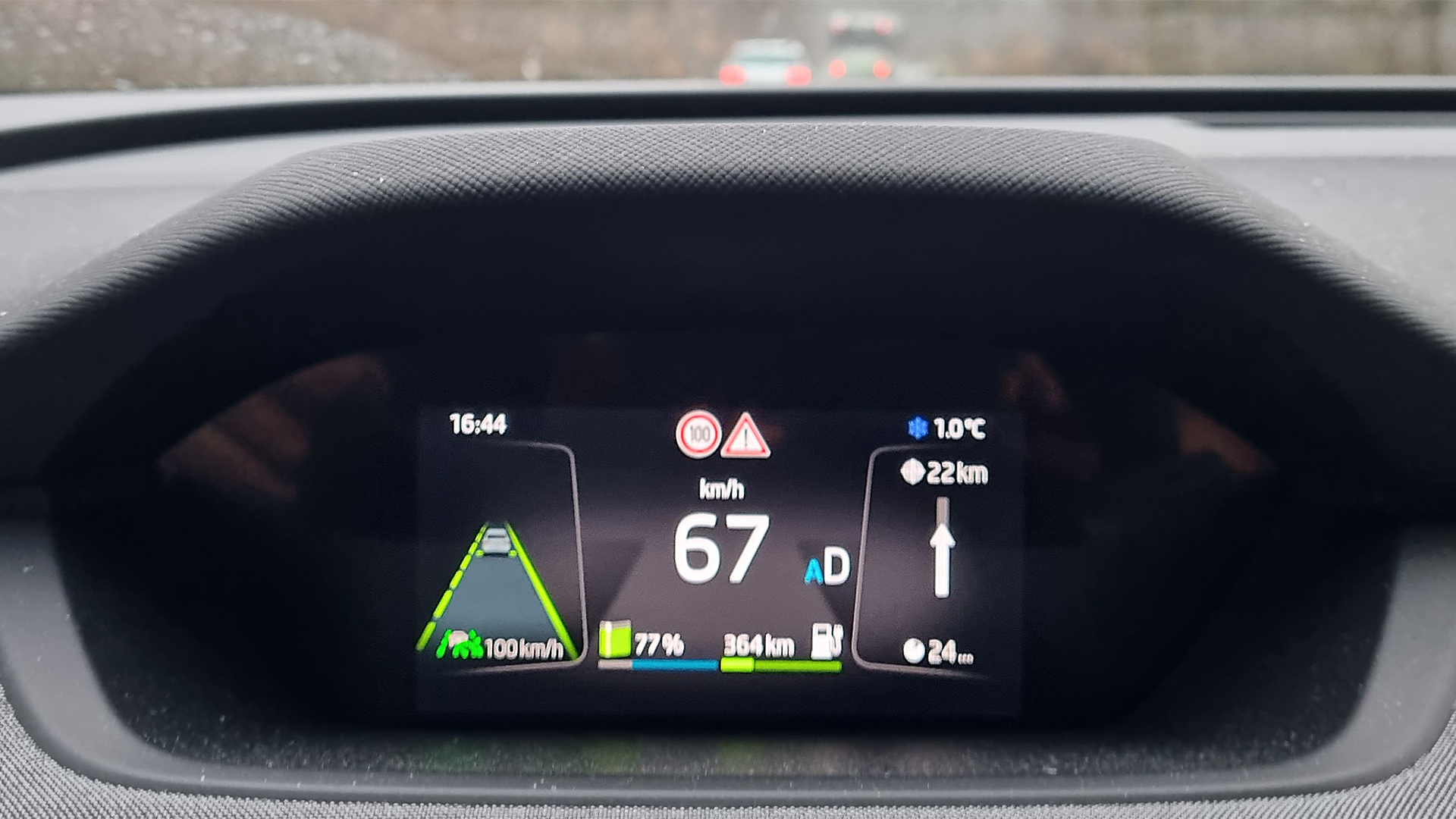
Das 5,3-Zoll-Display hinter dem Lenkrad des Enyaqs (2023)

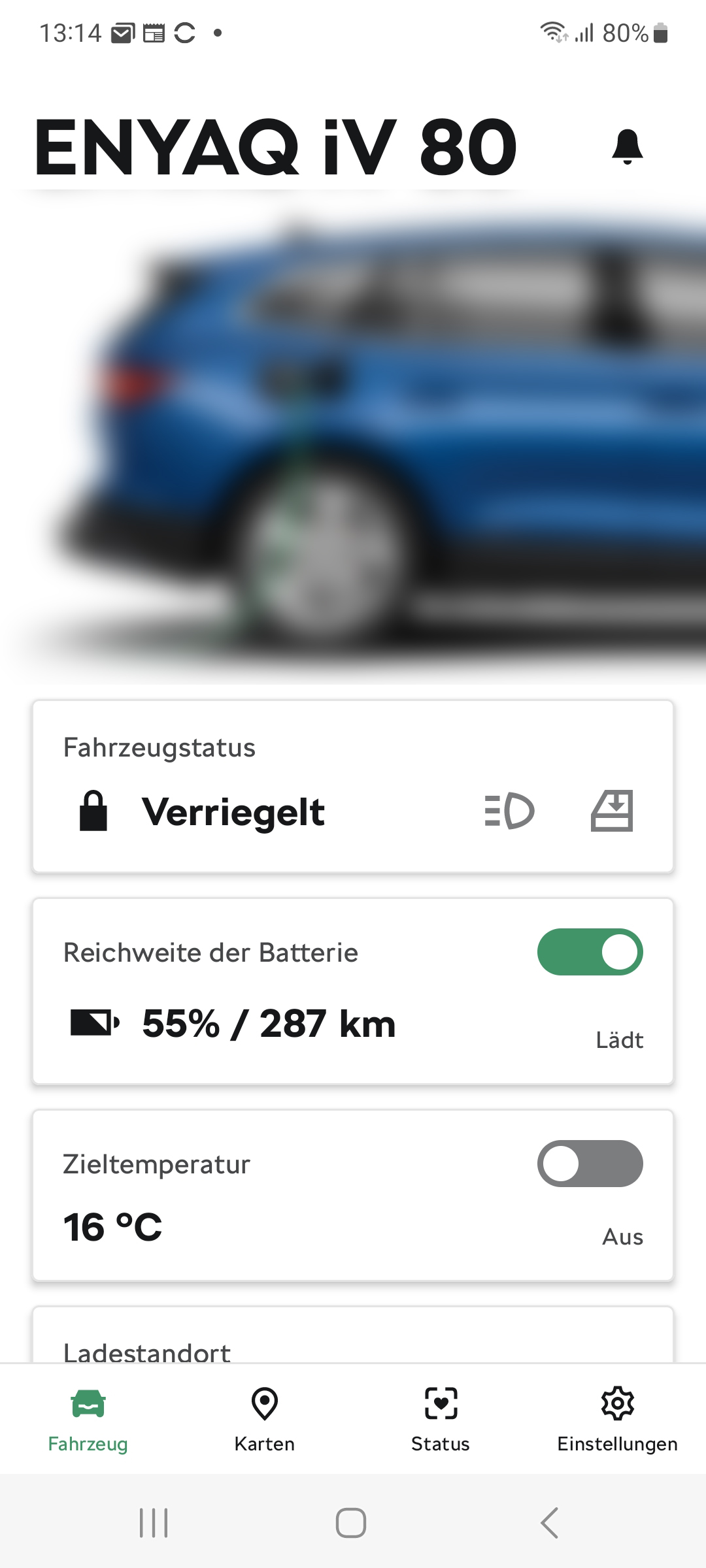
Die MyŠkoda-App (Vers. 6.1.1) mit Remote-Zugriff während eines Ladevorgangs (2023)

Der Enyaq wird in den Karosserieformen Kombilimousine und Coupé jeweils fünfsitzig mit fünf Türen (inkl. Heckklappe) gefertigt. Mit strömungsgünstig geformten Außenspiegeln und Rädern, einem geschlossenen Kühlergrill, einem einstellbaren Kühlrollo und einem glatten Wagenboden hat die Kombilimousine je nach Konfiguration einen Strömungswiderstandskoeffizienten (cw) zwischen 0,255 und 0,280; bei der Coupé-Variante beträgt er zwischen 0,234 und 0,272.
Das Kofferraumvolumen beträgt 585 bis 1.710 Liter.

### Sicherheit
Im Frühjahr 2021 wurde das Fahrzeug vom Euro NCAP auf die Fahrzeugsicherheit getestet. Es erhielt fünf von fünf möglichen Sternen.

### Antrieb

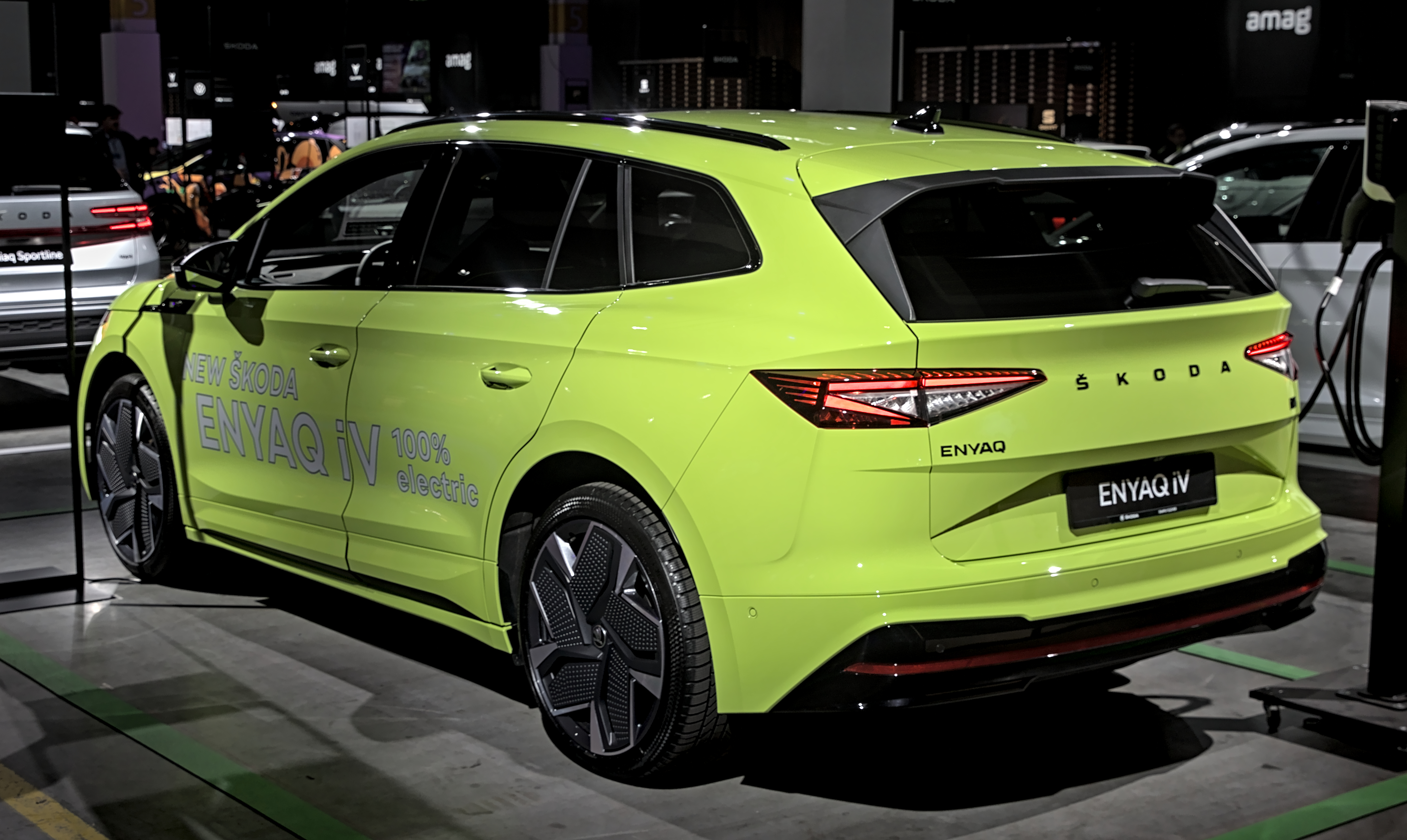
Škoda Enyaq RS (2023–2025)

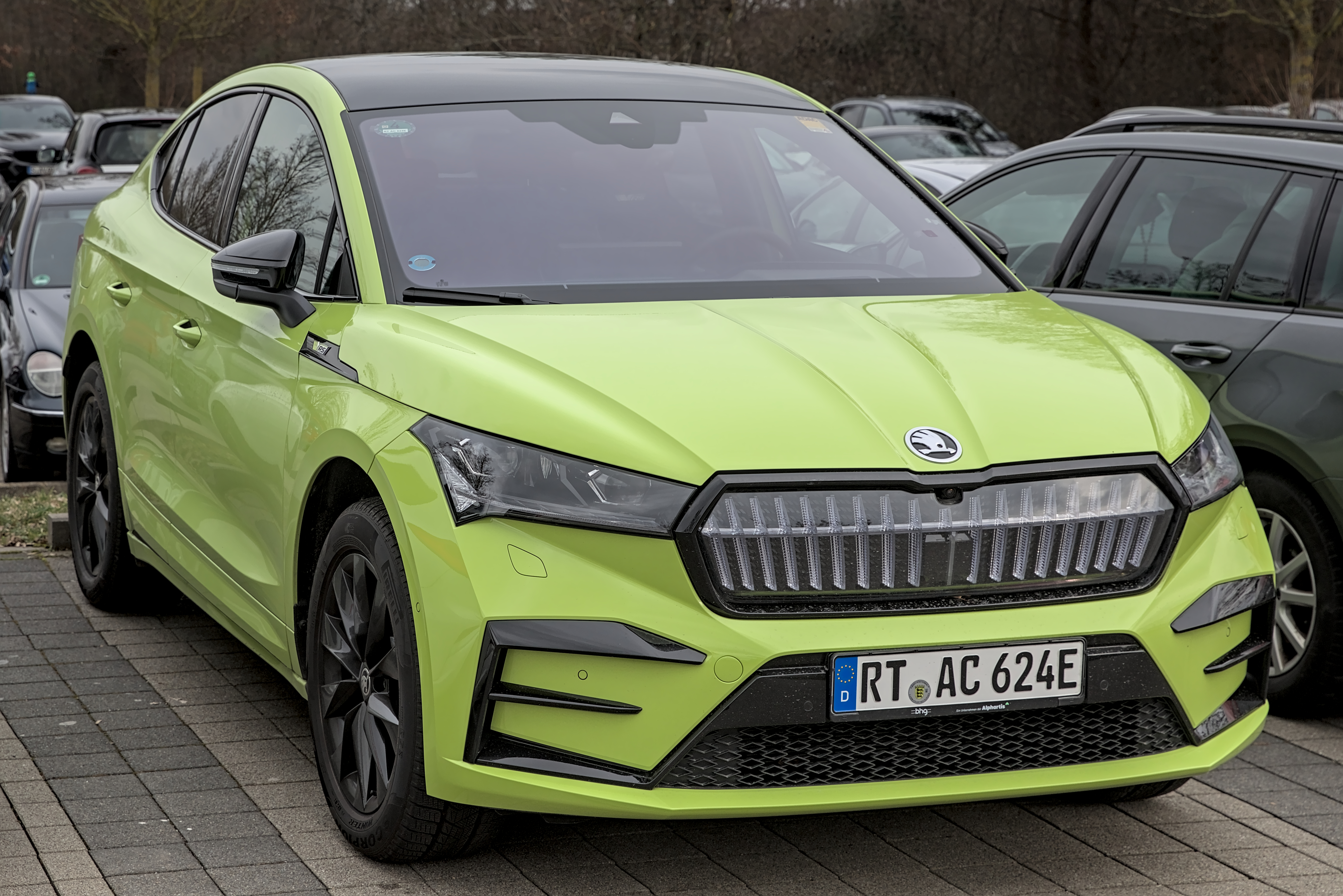
Škoda Enyaq Coupé RS (2023–2025)

Alle Varianten werden primär über eine an der Hinterachse des Fahrzeugs angeordnete permanentmagneterregte Synchronmaschine (seit Modelljahr 2024: APP550) angetrieben. Die Allradvarianten 80X/85X und RS sind zusätzlich mit einer Asynchronmaschine an der Vorderachse ausgestattet. Die Höchstgeschwindigkeit des Fahrzeugs ist je nach Variante elektronisch auf 160 oder 180 km/h festgelegt.

### Antriebsbatterie
Die Antriebsbatterie ist ein Lithium-Ionen-Akkumulator auf Basis von NMC-Pouch-Zellen mit einer Nennspannung von bis zu 408 Volt und ist im Boden eingebaut. Ursprünglich wurden drei verschiedene Kapazitäten angeboten, die jedoch nicht frei wählbar, sondern an die Modellvariante gekoppelt waren. Die Variante Enyaq iV 50 hatte eine Antriebsbatterie mit einem Nennenergieinhalt von 55 kWh, davon 52 kWh nutzbar. Die mittlere Variante Enyaq iV 60 hatte eine Batterie mit einem Nennenergieinhalt von 62 kWh, davon 58 kWh nutzbar. Die im Modelljahr 2025 verbliebene einzige Batteriekonfiguration, die  die Allrad-, RS- und Coupe-Versionen umfasst, hat eine Batterie mit einem Nennenergieinhalt von 82 kWh, davon 77 kWh nutzbar; sie ist auf zwölf Module verteilt. Die Garantiezeit der Akkus beträgt acht Jahre oder 160.000 Kilometer. Bei dieser Batterie-Variante können die Module einzeln ersetzt werden.

### Ladetechnik
Der Enyaq kann über den Typ-2-Anschluss des Onboard-Ladegeräts von 1,4 kW (Mindestladeleistung Typ-2 bedingt) bis zu 11 kW (3 × 230 V, 16 A dreiphasig) an Wechselstrom-Normalladepunkten geladen werden (mittlere und große Batterie), mit der kleinen Batterie sind nur 7,2 kW (16 A zweiphasig) möglich. Mit In-Kabel-Kontrollboxen (als Zubehör erhältlich) kann das Wechselstromladen auch an einem Drehstromanschluss, einem „Campingstecker“ oder an einer Haushaltssteckdose (Schuko) erfolgen.
Die maximale Ladeleistung an CCS-Ladestationen (Gleichstrom) variiert je nach Modelljahr und Variante serienmäßig zwischen 50 kW und 175 kW.
Ab Modelljahr 2022 stieg die serienmäßige DC-Ladeleistung (Gleichstrom) in Verbindung mit der kleinen 52-kWh- und mittleren 58-kWh-Batterie auf 100 kW (Enyaq iV 50, 60). Alle Modelle mit der großen 77-kWh-Batterie (Enyaq iV 80, 80X und RS) erreichten ab Werk standardmäßig eine maximale DC-Ladeleistung von 125 kW.
Ab Fahrzeug Software-Version 3.1 kann nach Registrierung auf der von Skoda bereitgestellten Fahrzeug-Plattform Škoda Connect Plug & Charge genutzt werden. Mit der Plug & Charge Funktion werden von einigen Ladenetzbetreibern im Fahrzeug hinterlegte Ladestromverträge über die Ladekabelverbindung mit dem Fahrzeug automatisch erkannt und zur Autorisierung und Abrechnung des Ladens genutzt. Das Freischalten des Ladepunktes per Ladekarte oder über eine spezielle Smartphone-App entfällt damit.

### Bremsanlage
Alle Enyaq-Versionen haben serienmäßig an der Vorderachse innenbelüftete Scheibenbremsen und an der Hinterachse Trommelbremsen. Die Trommelbremsen sollen das bei Elektroautos häufig beobachtete frühzeitige Rosten hinterer Bremsscheiben verhindern, da insbesondere die Hinterradbremsen im normalen Fahrbetrieb bedingt durch das Bremsen durch Rekuperation wenig gebraucht werden. Alle Teile einer Trommelbremse werden von der umschließenden Trommel vor Umwelteinflüssen (Wasser, Schmutz usw.) geschützt und korrodieren deshalb deutlich langsamer.

### Fahrwerk
Vorn hat der Wagen MacPherson-Federbeine, hinten ist eine Mehrlenkerachse eingebaut. Die Heckantriebsvariante erlaubt wegen des vorne nicht vorhandenen Motors einen Wendekreis von nur 10,2 Metern, was in der Größenordnung deutlich kleinerer Verbrenner-Autos wie dem Škoda Fabia liegt. Vom linken zum rechten Anschlag müssen hierzu 2,8 Umdrehungen gedreht werden. Die Basismodelle werden mit einer Zahnstangensteuerung direkt gelenkt, bei den RS-Modellen kommt eine Lenkung mit variabler Übersetzung zum Einsatz. Über eine Fahrprofilauswahl hat man die Wahl zwischen zwei Lenkkraftstärken für die elektromechanische Servolenkung. Der Fahrmodus Sport beeinflusst auch das Ansprechverhalten der Lenkung.
In der Sportline-Ausstattung liegt die Karosserie 1,5 cm tiefer.
Auf Wunsch gibt es eine adaptive Fahrwerksregelung DCC, die permanent die Fahrsituation bewertet und entsprechend Dämpfung und Lenkung anpasst.

### Software
Škoda setzt wie VW bei den ID-Fahrzeugen im Enyaq erstmalig die Basisvariante 1.1 der E3-Architektur des zukünftigen vw.os ein. Im 4. Quartal 2022 wurde die Version 3.1 bereitgestellt. Fahrzeuge mit der Software-Version 3.x werden einheitlich Updates auf die Version 3.7 erhalten. Die aktuell ausgelieferte Version (November 2024) lautet 5.2. Fahrzeuge ab Version 4.x sollen Anfang 2025 auf die dann aktuelle 5.x aktualisiert werden.
Der Enyaq hat eine fest installierte eSIM-Karte, ist onlinefähig und stellt seine Internetverbindung per Hot Spot für mobile Geräte der Insassen zur Verfügung. Mit der für Smartphones frei erhältlichen MyŠkoda-App kann man ständig eine Remote-Verbindung zum Wagen herstellen, den Fahrzeugstatus prüfen und bestimmte Vorgänge (z. B. Ladung der Antriebsbatterie, Klimatisierung) steuern.

### Bedienung
Das Armaturenbrett des Enyaq besteht aus einem 5,3-Zoll-Display hinter dem Lenkrad, das alle wichtigen Informationen für den Fahrer (vom Tacho über Akkustand bis hin zu Navigationshinweisen) bereithält. Alle klassischen Bedienelemente – auch jene im Lenkrad – werden über haptische Tasten bzw. Schalter gesteuert. Die vom Infotainment bereitgestellten Funktionen (z. B. Klimaanlage, Musikwiedergabe, Navigation) werden über ein 13-Zoll-Touch-Display bedient, das sich in der Mitte des Cockpits befindet. Optional wird ein Head-up-Display angeboten.
Zusätzlich lassen sich eine Reihe von Funktionen auch über Sprachsteuerung bedienen. Der Enyaq hört dabei auf das Aktivierungswort „Okay, Laura“.

## Technische Daten
|                               | Enyaq iV 50                                 | Enyaq 60                                    | Enyaq 60                                    | Enyaq iV 80                                 | Enyaq iV 80X                                                          | Enyaq 85                                    | Enyaq 85X                                                             | Enyaq RS                                                              | Enyaq RS                                                              | Enyaq RS                                                              |
| ----------------------------- | ------------------------------------------- | ------------------------------------------- | ------------------------------------------- | ------------------------------------------- | --------------------------------------------------------------------- | ------------------------------------------- | --------------------------------------------------------------------- | --------------------------------------------------------------------- | --------------------------------------------------------------------- | --------------------------------------------------------------------- |
| Bauzeitraum                   | 04/2021–10/2023                             | 11/2020–01/2025                             | seit 01/2025                                | 11/2020–10/2023                             | 06/2021–10/2023                                                       | seit 10/2023                                | seit 10/2023                                                          | 01/2023–10/2023                                                       | 10/2023–01/2025                                                       | seit 01/2025                                                          |
| Motorkenndaten                |                                             |                                             |                                             |                                             |                                                                       |                                             |                                                                       |                                                                       |                                                                       |                                                                       |
| Motorart                      | 1 × Wechselstrom-Elektromaschine            | 1 × Wechselstrom-Elektromaschine            | 1 × Wechselstrom-Elektromaschine            | 1 × Wechselstrom-Elektromaschine            | 2 × Wechselstrom-Elektromaschine                                      | 1 × Wechselstrom-Elektromaschine            | 2 × Wechselstrom-Elektromaschine                                      | 2 × Wechselstrom-Elektromaschine                                      | 2 × Wechselstrom-Elektromaschine                                      | 2 × Wechselstrom-Elektromaschine                                      |
| Motorbauart                   | 1 × permanentmagneterregte Synchronmaschine | 1 × permanentmagneterregte Synchronmaschine | 1 × permanentmagneterregte Synchronmaschine | 1 × permanentmagneterregte Synchronmaschine | 1 × Asynchronmaschine und 1 × permanentmagneterregte Synchronmaschine | 1 × permanentmagneterregte Synchronmaschine | 1 × Asynchronmaschine und 1 × permanentmagneterregte Synchronmaschine | 1 × Asynchronmaschine und 1 × permanentmagneterregte Synchronmaschine | 1 × Asynchronmaschine und 1 × permanentmagneterregte Synchronmaschine | 1 × Asynchronmaschine und 1 × permanentmagneterregte Synchronmaschine |
| Motor Hinterachse             | APP310                                      | APP310                                      | APP310                                      | APP310                                      | APP310                                                                | APP550                                      | APP550                                                                | APP310                                                                | APP550                                                                | APP550                                                                |
| max. Systemleistung           | –                                           | –                                           | –                                           | –                                           | 195 kW (265 PS)                                                       |                                             |                                                                       | 220 kW (299 PS)                                                       | 250 kW (340 PS)                                                       | 250 kW (340 PS)                                                       |
| Leistung, Vorderachse, Peak   | –                                           | –                                           | –                                           | –                                           | 75 kW (102 PS)                                                        |                                             |                                                                       | 75 kW (102 PS)                                                        | 75 kW (102 PS)                                                        | 75 kW (102 PS)                                                        |
| Leistung, Hinterachse, Peak   | 109 kW (148 PS)                             | 132 kW (179 PS)                             | 150 kW (204 PS)                             | 150 kW (204 PS)                             | 150 kW (204 PS)                                                       | 210 kW (286 PS)                             | 210 kW (286 PS)                                                       | 150 kW (204 PS)                                                       | 210 kW (286 PS)                                                       | 210 kW (286 PS)                                                       |
| max. Systemdrehmoment         | –                                           | –                                           | –                                           | –                                           | 425 Nm                                                                | 545 Nm                                      |                                                                       | 460 Nm                                                                | ca. 679 Nm                                                            | ca. 679 Nm                                                            |
| Drehmoment, Vorderachse, Peak | –                                           | –                                           | –                                           | –                                           | 150 Nm                                                                |                                             |                                                                       | 150 Nm                                                                | 134 Nm                                                                | 134 Nm                                                                |
| Drehmoment, Hinterachse, Peak | 220 Nm                                      | 310 Nm                                      | 310 Nm                                      | 310 Nm                                      | 310 Nm                                                                | 545 Nm                                      |                                                                       | 310 Nm                                                                | 545 Nm                                                                | 545 Nm                                                                |
| Kraftübertragung              |                                             |                                             |                                             |                                             |                                                                       |                                             |                                                                       |                                                                       |                                                                       |                                                                       |
| Antriebsart                   | Heckantrieb                                 | Heckantrieb                                 | Heckantrieb                                 | Heckantrieb                                 | Allradantrieb                                                         | Heckantrieb                                 | Allradantrieb                                                         | Allradantrieb                                                         | Allradantrieb                                                         | Allradantrieb                                                         |
| Getriebe                      | zweistufig übersetztes Eingang-Getriebe     | zweistufig übersetztes Eingang-Getriebe     | zweistufig übersetztes Eingang-Getriebe     | zweistufig übersetztes Eingang-Getriebe     | zweistufig übersetztes Eingang-Getriebe                               | zweistufig übersetztes Eingang-Getriebe     | zweistufig übersetztes Eingang-Getriebe                               | zweistufig übersetztes Eingang-Getriebe                               | zweistufig übersetztes Eingang-Getriebe                               | zweistufig übersetztes Eingang-Getriebe                               |
| Antriebsbatterie              |                                             |                                             |                                             |                                             |                                                                       |                                             |                                                                       |                                                                       |                                                                       |                                                                       |
| Zellchemie                    | NMC                                         | NMC                                         | NMC                                         | NMC                                         | NMC                                                                   | NMC                                         | NMC                                                                   | NMC                                                                   | NMC                                                                   | NMC                                                                   |
| Energieinhalt, brutto / netto | 55 kWh / 52 kWh                             | 62 kWh / 58 kWh                             | 63 kWh / 59 kWh                             | 82 kWh / 77 kWh                             | 82 kWh / 77 kWh                                                       | 82 kWh / 77 kWh                             | 82 kWh / 77 kWh                                                       | 82 kWh / 77 kWh                                                       | 82 kWh / 77 kWh                                                       | 84 kWh / 79 kWh                                                       |
| Messwerte                     |                                             |                                             |                                             |                                             |                                                                       |                                             |                                                                       |                                                                       |                                                                       |                                                                       |
| Beschleunigung, 0–100 km/h    | 11,3 s                                      | 8,8 s                                       | 8,1 s                                       | 8,7 s                                       | 6,9 s                                                                 | 6,7 s                                       | 6,6 s                                                                 | 6,5 s                                                                 | 5,5 s                                                                 | 5,4 s                                                                 |
| Höchstgeschwindigkeit         | 160 km/h                                    | 160 km/h                                    | 160 km/h                                    | 160 km/h                                    | 160 km/h                                                              | 180 km/h                                    | 180 km/h                                                              | 180 km/h                                                              | 180 km/h                                                              | 180 km/h                                                              |
| Reichweite nach WLTP (Coupe)  | 362 km                                      | 412 km                                      | 432 km (441 km)                             | 542 km (553 km)                             | 496 km                                                                | 563 km (573 km)                             | 536 km (543 km)                                                       | 512 km (517 km)                                                       | 537 km (543 km)                                                       | 556 km (562 km)                                                       |
| cw-Wert                       | 0,262–0,272                                 | 0,255–0,277                                 | 0,245–0,269                                 | 0,258–0,280                                 | 0,258–0,280                                                           |                                             |                                                                       | 0,265–0,277                                                           | 0,265–0,277                                                           | 0,251–0,266                                                           |
| Stirnfläche                   | kleiner als 2,59 m²                         | kleiner als 2,59 m²                         | kleiner als 2,59 m²                         | kleiner als 2,59 m²                         | kleiner als 2,59 m²                                                   | kleiner als 2,59 m²                         | kleiner als 2,59 m²                                                   | kleiner als 2,59 m²                                                   | kleiner als 2,59 m²                                                   | kleiner als 2,59 m²                                                   |
| Leergewicht mit Fahrer        | 1941–2055 kg                                | 1999–2174 kg                                | 2002–2160 kg                                | 2111–2252 kg                                | 2193–2381 kg                                                          | 2137 kg                                     | 2222 kg                                                               | 2258–2394 kg                                                          | 2251 kg                                                               | 2236–2377 kg                                                          |
| Spurkreis / Wendekreis        | 9,3 m / 10,25 m                             | 9,3 m / 10,25 m                             | 9,3 m / 10,25 m                             | 9,3 m / 10,25 m                             | 10,8 m / 11,6 m                                                       | ?/10,9                                      | ?/10,1 m                                                              | ?/11,5 m                                                              | ?/11,5 m                                                              | ?/11,5 m                                                              |

## Ausstattung

### Innenraum

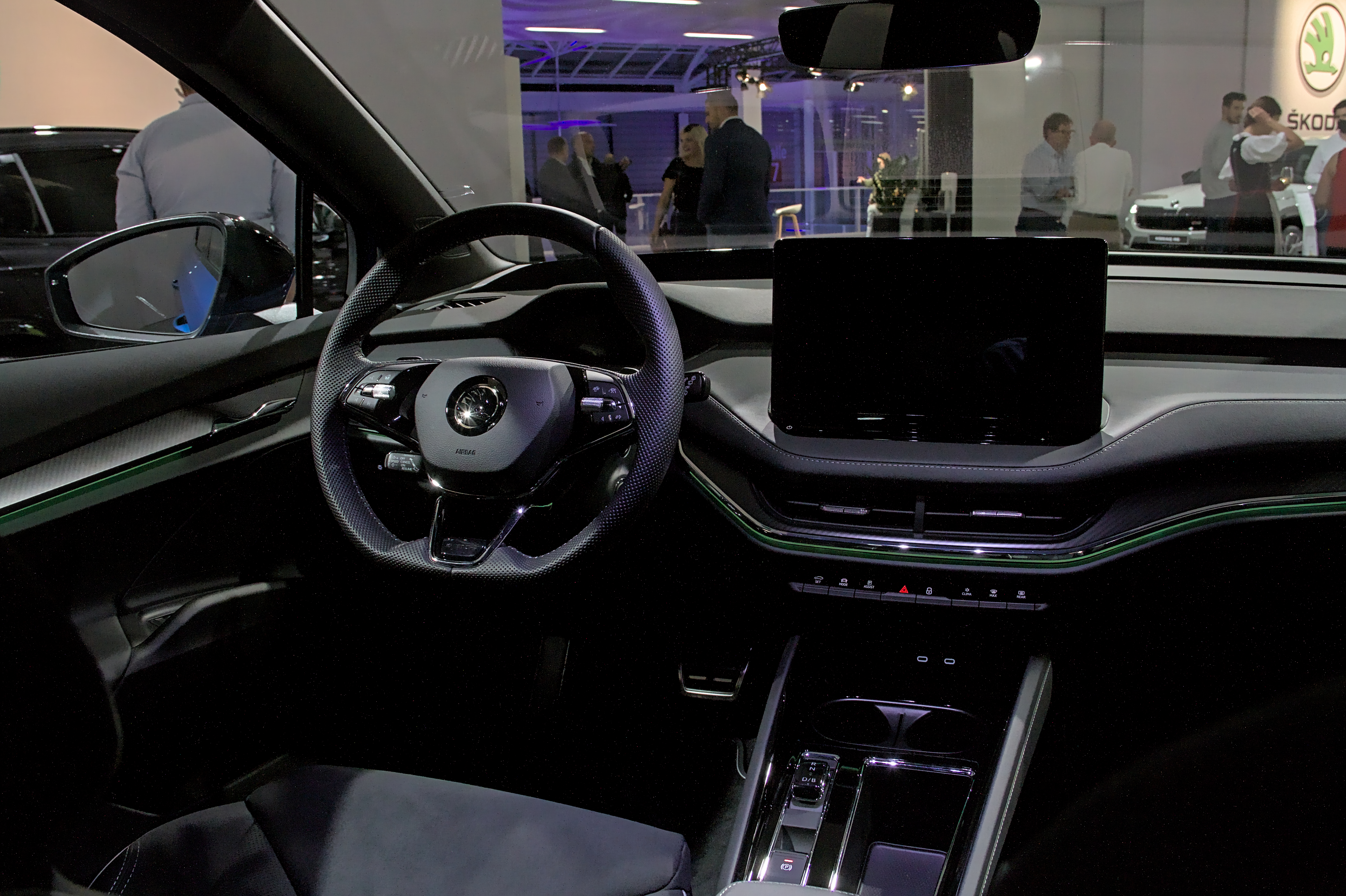
Innenansicht der Ausführung Sportline (2021)

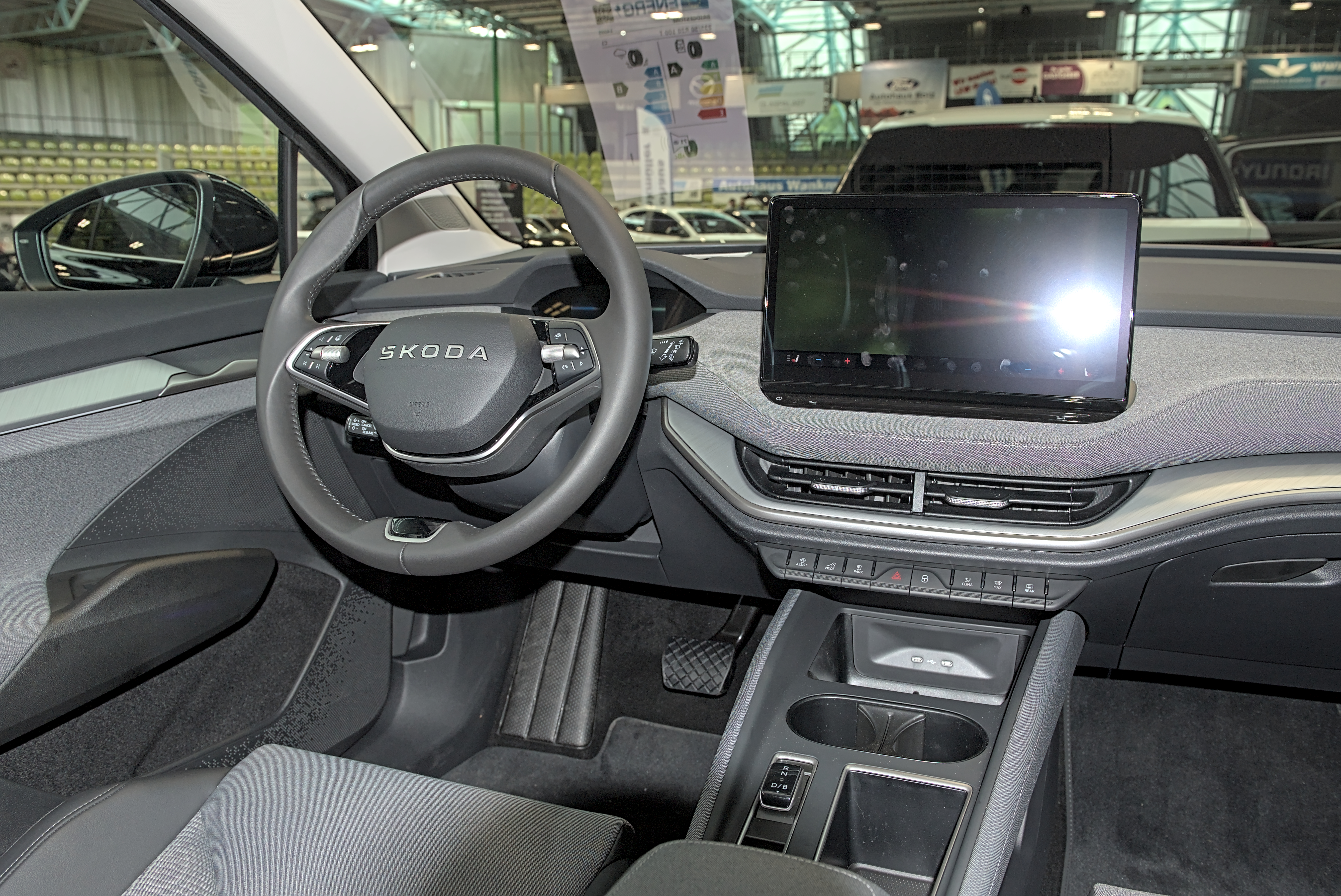
Innenansicht der überarbeiteten Version (2025)

Eine Zwei-Zonen-Klimaautomatik gehört zur Serienausstattung. In den höheren Ausstattungsversionen sind Sitzbezüge aus Schurwolle und Fasern aus recyceltem PET aus Getränkeflaschen oder aus mit Olivenblattextrakt gegerbtem Leder lieferbar. Als erstes Škoda-Modell ist beim Enyaq ein Head-up-Display mit erweiterter Realität (Augmented Reality) erhältlich. Darüber hinaus hat auch dieses Fahrzeug einen Regenschirm in der Fahrertür, einen Eiskratzer und ein Schwämmchen zur Reinigung des Ladekabels.
Anstatt einer elektrischen Widerstandsheizung ist gegen Aufpreis eine Wärmepumpe erhältlich.

### Assistenzsysteme
Neben der Serienausstattung die u. a. Rückfahrkamera, Parksensoren, Geschwindigkeitsregelanlage und Verkehrszeichenerkennung beinhaltet (Stand 2023) werden optional u. a. Spurhalteassistent, Adaptiver Abstandsassistent, Spurwechselassistent und Stauassistent angeboten. Diese Assistenzsysteme ermöglichen mit dem Enyaq teilautomatisiertes autonomes Fahren („Level 2“).

### Sonstiges
Optional ist ein schlüsselloses Zugangssystem – im VW-Konzern KESSY genannt – erhältlich. Eine weitere Sonderausstattung ist das „Crystal Face“, eine Frontbeleuchtung des Kühlergrills mit 130 LEDs.

## Absatzzahlen

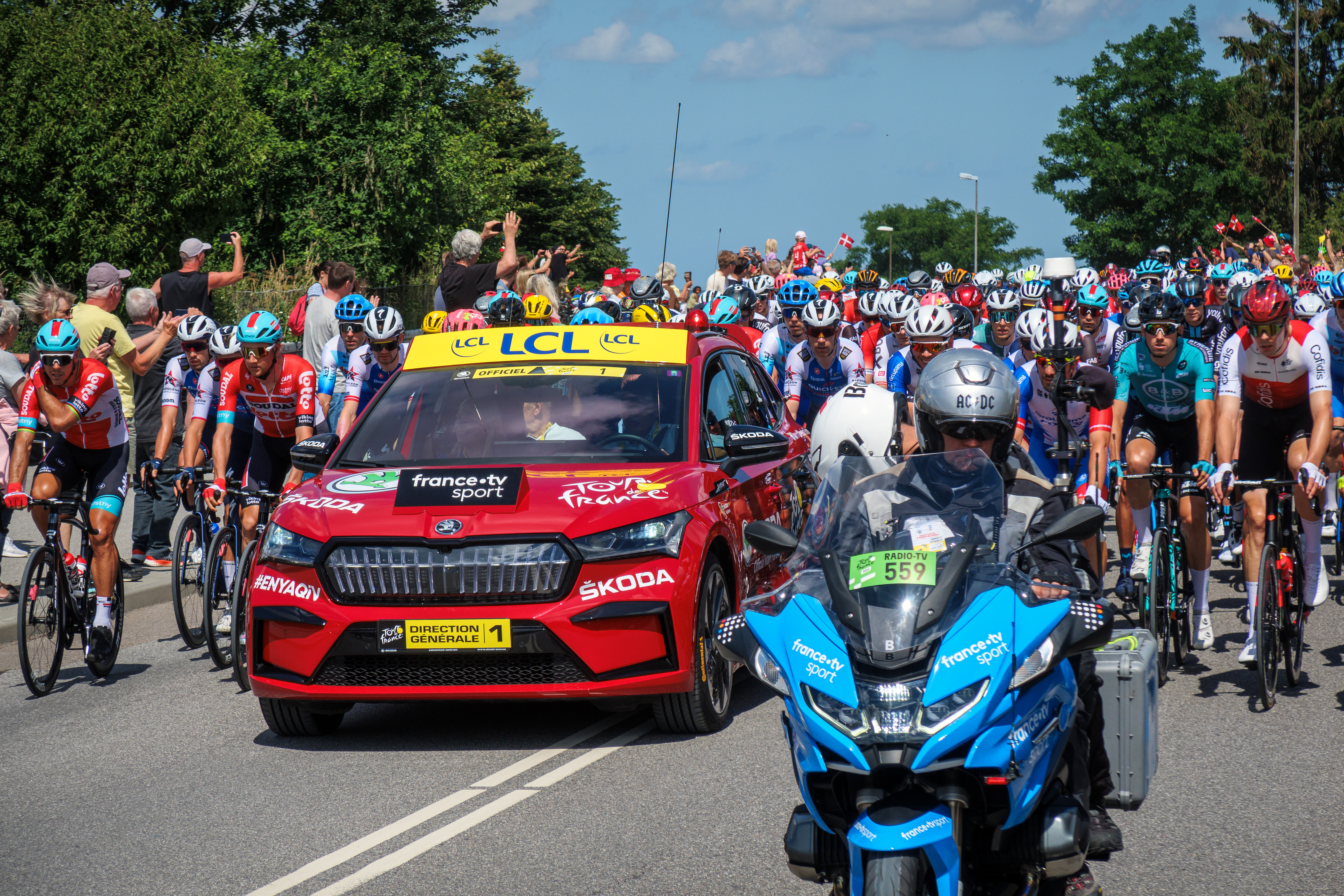
Ein Enyaq iV als Begleitfahrzeug Direction Générale 1 der Tour de France 2022

### Produktion
Im ersten Produktionsjahr 2020 wurden 939 Škoda Enyaq iV produziert. Im Jahr 2021 waren es 49.811 Fahrzeuge, im Jahr 2022 waren es 57.213 Fahrzeuge der als Kombilimousine und Coupé erhältlichen Enyaq iV Baureihe.
Nachdem im Jahr 2023 der Absatz auf 86.732 Fahrzeuge gesteigert werden konnte, sank die Auslieferungszahl im Folgejahr leicht auf 79.500 Stück.
| Jahr  | Stückzahl | Quelle |
| ----- | --------- | ------ |
| 2020  | 939       | [ 34 ] |
| 2021  | 49.811    | [ 35 ] |
| 2022  | 57.213    | [ 36 ] |
| 2023  | 86.732    | [ 37 ] |
| 2024  | 79.500    |        |
| Summe | 274.195   |        |

### Weltweite Verkaufszahlen
2024 wurde der Škoda Enyaq weltweit 79.500 mal verkauft.
|  |

|  |

|  |

|  |

|  |

|  |

|  |

|  |

|  |

|  |

|  |

|  |

|  |

|  |

|  |

|  |

|  |

|  |

|  |

|  |

|  |

|  |

|  |

|  |

|  |

|  |

|  |

|  |

|  |

|  |

|  |

|  |

|  |

|  |

|  |

|  |

|  |

|  |

|  |

|  |

|  |

|  |

|  |

|  |

|  |

|  |

|  |

|  |

|  |

|  |

|  |

|  |

|  |

|  |

|  |

|  |

|  |

|  |

|  |

|  |

|  |

|  |

|  |

|  |

|  | Enyaq (259.600) |

|  | Enyaq (259.600) |

### Zulassungszahlen in Deutschland
Seit dem Marktstart 2021 bis einschließlich Dezember 2024 wurden in Deutschland insgesamt 73.971 Škoda Enyaq neu zugelassen. 2023 belegte der Enyaq unter den Elektroautos den dritten Platz der Zulassungsstatistik. 2024 belegte er unter den Elektroautos Platz 2 und schob sich damit vor die Plattformbrüder VW ID.4/VW ID.5.
| 12.716 \| \| |
|              |

|  |

| 310 \| \| |
|           |

|  |

| 12.716 \| \| |
|              |

|  |

| 310 \| \| |
|           |

|  |

| 9.700 \| \| |
|             |

|  |

| 2.484 \| \| |
|             |

|  |

| 9.700 \| \| |
|             |

|  |

| 2.484 \| \| |
|             |

|  |

| 17.064 \| \| |
|              |

|  |

| 6.434 \| \| |
|             |

|  |

| 17.064 \| \| |
|              |

|  |

| 6.434 \| \| |
|             |

|  |

| 19.600 \| \| |
|              |

|  |

| 5.663 \| \| |
|             |

|  |

| 19.600 \| \| |
|              |

|  |

| 5.663 \| \| |
|             |

|  |

| 12.716 \| \| |
|              |

|  |

| 310 \| \| |
|           |

|  |

| 12.716 \| \| |
|              |

|  |

| 310 \| \| |
|           |

|  |

| 9.700 \| \| |
|             |

|  |

| 2.484 \| \| |
|             |

|  |

| 9.700 \| \| |
|             |

|  |

| 2.484 \| \| |
|             |

|  |

| 17.064 \| \| |
|              |

|  |

| 6.434 \| \| |
|             |

|  |

| 17.064 \| \| |
|              |

|  |

| 6.434 \| \| |
|             |

|  |

| 19.600 \| \| |
|              |

|  |

| 5.663 \| \| |
|             |

|  |

| 19.600 \| \| |
|              |

|  |

| 5.663 \| \| |
|             |

|  |

| 12.716 \| \| |
|              |

|  |

| 310 \| \| |
|           |

|  |

| 12.716 \| \| |
|              |

|  |

| 310 \| \| |
|           |

|  |

| 9.700 \| \| |
|             |

|  |

| 2.484 \| \| |
|             |

|  |

| 9.700 \| \| |
|             |

|  |

| 2.484 \| \| |
|             |

|  |

| 17.064 \| \| |
|              |

|  |

| 6.434 \| \| |
|             |

|  |

| 17.064 \| \| |
|              |

|  |

| 6.434 \| \| |
|             |

|  |

| 19.600 \| \| |
|              |

|  |

| 5.663 \| \| |
|             |

|  |

| 19.600 \| \| |
|              |

|  |

| 5.663 \| \| |
|             |

|  |

| 12.716 \| \| |
|              |

|  |

| 310 \| \| |
|           |

|  |

| 12.716 \| \| |
|              |

|  |

| 310 \| \| |
|           |

|  |

| 9.700 \| \| |
|             |

|  |

| 2.484 \| \| |
|             |

|  |

| 9.700 \| \| |
|             |

|  |

| 2.484 \| \| |
|             |

|  |

| 17.064 \| \| |
|              |

|  |

| 6.434 \| \| |
|             |

|  |

| 17.064 \| \| |
|              |

|  |

| 6.434 \| \| |
|             |

|  |

| 19.600 \| \| |
|              |

|  |

| 5.663 \| \| |
|             |

|  |

| 19.600 \| \| |
|              |

|  |

| 5.663 \| \| |
|             |

|  |

|  | Hinterradantrieb (59.080) |

|  | Hinterradantrieb (59.080) |

|  | Allradantrieb (14.891) |

|  | Allradantrieb (14.891) |

## Auszeichnungen
- Im Jahr 2021 gewann der Enyaq iV in der Kategorie SUV Elektro das Goldene Lenkrad 2021.
- Im Jahr 2021 wurde der Enyaq iV zum „Lieblingsauto der Schweiz 2022“ gewählt.[45]
- Im Jahr 2022 gewann das Enyaq Coupé RS iV in der Kategorie Mittelklasse-SUV das Goldene Lenkrad 2022.
- Im Jahr 2022 wurde das Enyaq Coupé RS iV zum „Lieblingsauto der Schweiz 2023“ gewählt.[46]